# 光星
光星（かんしん、男性、7月16日 - ）は、日本の原画家・漫画家・イラストレーター。東京都出身。相方のボーイズラブ作家、カミシロ緑マルは双子の姉に当たる。旧ペンネームはツカモト王子。

## 活動
学生時代から美少女ゲームの原画家やイラスト、漫画などでプロ活動。同人誌では戦国BASARAや恋姫†無双、ヴァルキリープロファイルなど歴史パロディを中心に活動しているため、歴史パロディの仕事も手がけている。
学生時代のゲームセンター通いから漫画家のせたのりやすや見田竜介との交流・アシスタント経験から漫画活動を開始。一時、イギリスに留学していたが現在は日本に帰国している。原画家のすめらぎ琥珀とは高校時代からの友人。
男性キャラクターの作画は苦手で、男性部分のみ相方のカミシロミドリマルが代筆していることもある。
その他各所でアシスタントや彩色、絵コンテ、デザインなどの裏方作業も手がけている。
なお、ペンネームの由来は単純にサークル名を漢字表記しただけで、中国語読みに深い意味はないとのこと。
（本人ウェブサイトプロフィール、リンク集、WORKS欄、Diary欄から引用）

## 参加作品
コンピュータゲーム
- 機動少女プリティギア
- ぼくの巫女は小さな恋妹 〜寵愛〜
- 姫狩り
- 姫狩り2
- メガラブ
- Pia♥キャロットへようこそ!!G.P.[1]
- 童貞クリニック ~筆おろしはおまかせください~
- 勇者と彼女に花束を

携帯ゲーム
- マジカ★マジカ（一部キャラクター原画）

漫画
- NEKOTAMA!［2006年キルタイムコミュニケーション］

挿絵
- パステル☆マジック（神代明・著、HJ文庫）
- 気になるあの娘はエロゲンガー!（谷崎央佳・著、HJ文庫）
- Pia♥キャロットへようこそ!!G.P.（村上早紀・著、パラダイム）
- 魔の紅玉ローズマリー 呪縛の花嫁（空蝉・著、二次元ドリーム文庫）
- 僕の幼なじみがキャバ嬢なわけがない（大熊狸喜・著、二次元ドリーム文庫）